# Amejjaou
 (mars 2023).
Si vous disposez d'ouvrages ou d'articles de référence ou si vous connaissez des sites web de qualité traitant du thème abordé ici, merci de compléter l'article en donnant les références utiles à sa vérifiabilité et en les liant à la section « Notes et références ».
Amejjaou est une commune rurale du Maroc, située dans le Rif, près de Dar El Kebdani. Elle fait partie de la province de Driouch depuis 2009 et était auparavant rattachée à la province de Nador.
Le village dispose d'un grand souk appelé « souk du vendredi ». Il est connu pour son agriculture comme ses récoltes de fruits de cactus et de ces champs d'olives. Il dispose d'une rivière d'eau pure.